# Alchemilla psilocaula
Alchemilla psilocaula é uma espécie de rosácea do gênero Alchemilla, pertencente à família Rosaceae.